# Con romana volontà
Con romana volontà (sottotitolo: Quando eravamo una maschia gioventù) è un libro autobiografico di Giorgio Vecchiato pubblicato nel 2005 da Marsilio Editori per la collana Gli specchi (serie Gli specchi della memoria).
Il titolo - e il relativo sottotitolo - traggono spunto da uno dei più conosciuti inni della Patria e della Rivoluzione cantato dai giovani avanguardisti dell'Opera nazionale balilla, prima, e della Gioventù italiana del littorio, poi, al termine degli esercizi ginnici tenuti durante le adunate del sabato fascista. Uno dei versi dell'inno recitava:
Scritto con la formula dell'io narrante - a mezza strada fra l'autobiografia e il saggio di impronta storica riferito a un determinato periodo dell'Italia della prima metà del Novecento (quello caratterizzato dall'era fascista) - il libro, divertissement della memoria, come specificato nelle note di copertina, ripercorre con arguzia e dovizia di particolari l'arco temporale del ventennio che caratterizzò l'ascesa, il controllo del potere e la caduta del fascismo, visto nell'ottica dell'autore, al tempo giovane studente liceale della borghesia veneziana.

## Trama

### Gimmi, Finetta e le altre
Appoggiandosi in maniera massiccia a un linguaggio volutamente triviale, Vecchiato focalizza con esito favorevole il picaresco impianto narrativo principalmente sulla primavera del 1942 quando l'Italia era impegnata in campagne militari nell'est balcanico e nell'Africa orientale. 

Molte pagine del libro sono ambientate al Lido di Venezia, dove l'autore e molti suoi giovani amici trascorrevano le giornate estive tuffandosi dai pontili dei Bagni Comunali posti, antiteticamente, sul lato opposto dei costosi e signorili Bagni Excelsior o dell'irraggiungibile stabilimento Des Bains. L'atmosfera sonnecchiosa dell'estate dei giovani veneziani veniva ridestata ai primi di settembre dall'arrivo dei Settembrini, ovvero coloro che si recavano in laguna per assistere alla Mostra del cinema di Venezia.
In un viaggio a ritroso nel tempo e nella memoria (personale e, nel contempo, di un'intera generazione), la storia fa i conti con le figure ufficiali del regime, i gerarchi e gli alti ufficiali del Partito Nazionale Fascista, affiancati qui da figure ridotte a poco più che macchiette come, ad esempio, lo squadrista Pedrenzon e il seniore Marinello (il cui nome viene storpiato dai giovani fascisti in Merdinello).
Fra calli e campielli, nell'evocazione delle brume che avvolgono calle e piazzette fra san Marco e Rialto, con i bar ritrovo per giocatori del Canal Grande e improbabili case di tolleranza, è possibile fare la conoscenza di una moltitudine di caratteri: fra gli altri, Gimmi, faccia da teppa, giacchino testa di moro e brache a tubo, i due ripetenti Vacca e Toro, l'inseparabile (e, come si vedrà, sfortunato) compagno di classe Conte di Pralongo (possessore di un'Ardea a bordo della quale era facile sognare), e il folto gruppo delle ragazze sempre pronte a farsi palpare ma anche a dire di no, con - una spanna sopra le altre - la memorabile figura di Finetta, troppo assorta con il suo cerchio per occuparsi d'altro.
Si dipanano così velocemente - con il taglio del racconto che vira verso un disincantato ma commosso verismo da pura iniziazione alla vita - i lunghi sabati pomeriggio alle Adunate in piazza, in attesa di andar per casini, con le sfilate al passo romano da parata sul tipo del passo dell'oca dei soldati della Germania, le ore trascorse a giocare a carte, le mattinate a scuola, studiando - e citando in maniera irriguardosa ed irriverente - l'Imperatore Hirohito del Giappone alleato dell'Italia nel Patto tripartito ("Cupo, solo, senza veli si strappava via dal culo uno ad uno tutti i peli").
Il testo nel suo complesso, intriso di una nostalgia evocativa il cui intento è quello di andare oltre lo scontato amarcord in grado di far rimpiangere il tempo giovanile, si guarda bene dallo scadere in un'altrettanto scontata commemorazione di un determinato - e determinante - periodo storico che ha segnato l'Italia.
Visto con gli occhi giovani di un anziano, è per molti versi solare (brume veneziane a parte), con pagine ricche di festosa spensieratezza, come quelle che descrivono le domeniche balneari ai Bagni comunali del Lido di Venezia, in attesa dei Settembrini, ovvero coloro che parteciperanno alle rassegne della Biennale.
Particolarmente gustosa risulta, in questa chiave, la parte dedicata dall'autore al proprio padre, aderente al fascismo fin dai tempi della marcia su Roma, impegnato nella realizzazione di un idroscivolante, sorta di moderno aliscafo necessario per distruggere la flotta d'Inghilterra.

## Edizioni
- Giorgio Vecchiato, Con romana volontà (quando eravamo una maschia gioventù), collana Gli specchi, Marsilio Editori, 2005,  p. 173, ISBN 88-317-8690-3.